# Opel Blitz
Opel Blitz (нім. Blitz — блискавка) — німецький вантажний автомобіль, ранні моделі якого активно використовувалися Вермахтом у Другій світовій війні.
Існувало кілька поколінь, що сильно розрізнялися за дизайном і конструкцією:

## 1930-1954рр.

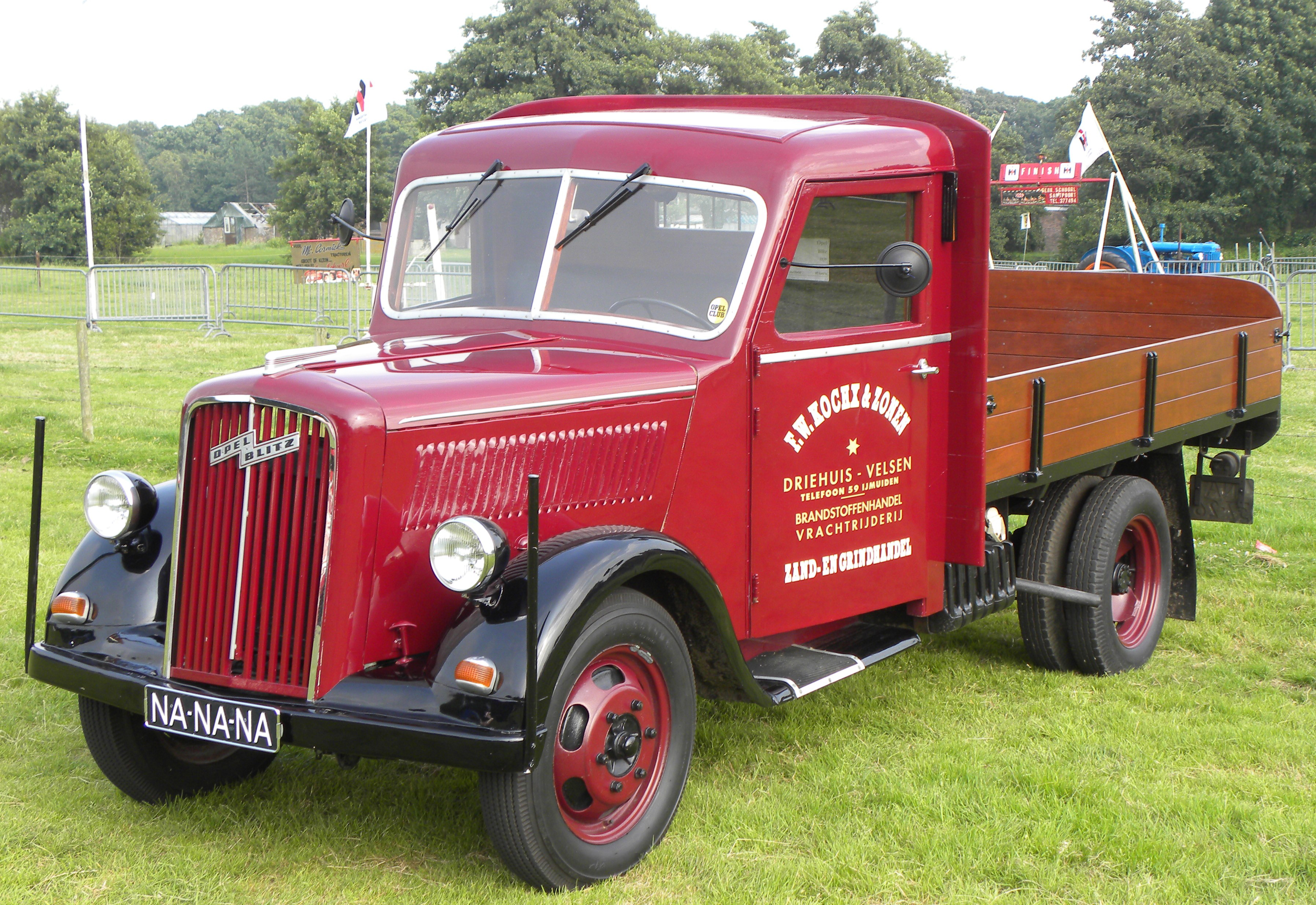
Opel Blitz 1.5 T

На території України відомі практично тільки автомобілі першого покоління в модернізованому варіанті (після 1937 року) зважаючи на широке використання їх в вермахті, в тому числі і на Східному фронті, і наявності свого часу значних кількостей трофейних екземплярів; пізніші моделі в СРСР ніколи не поставлялися.

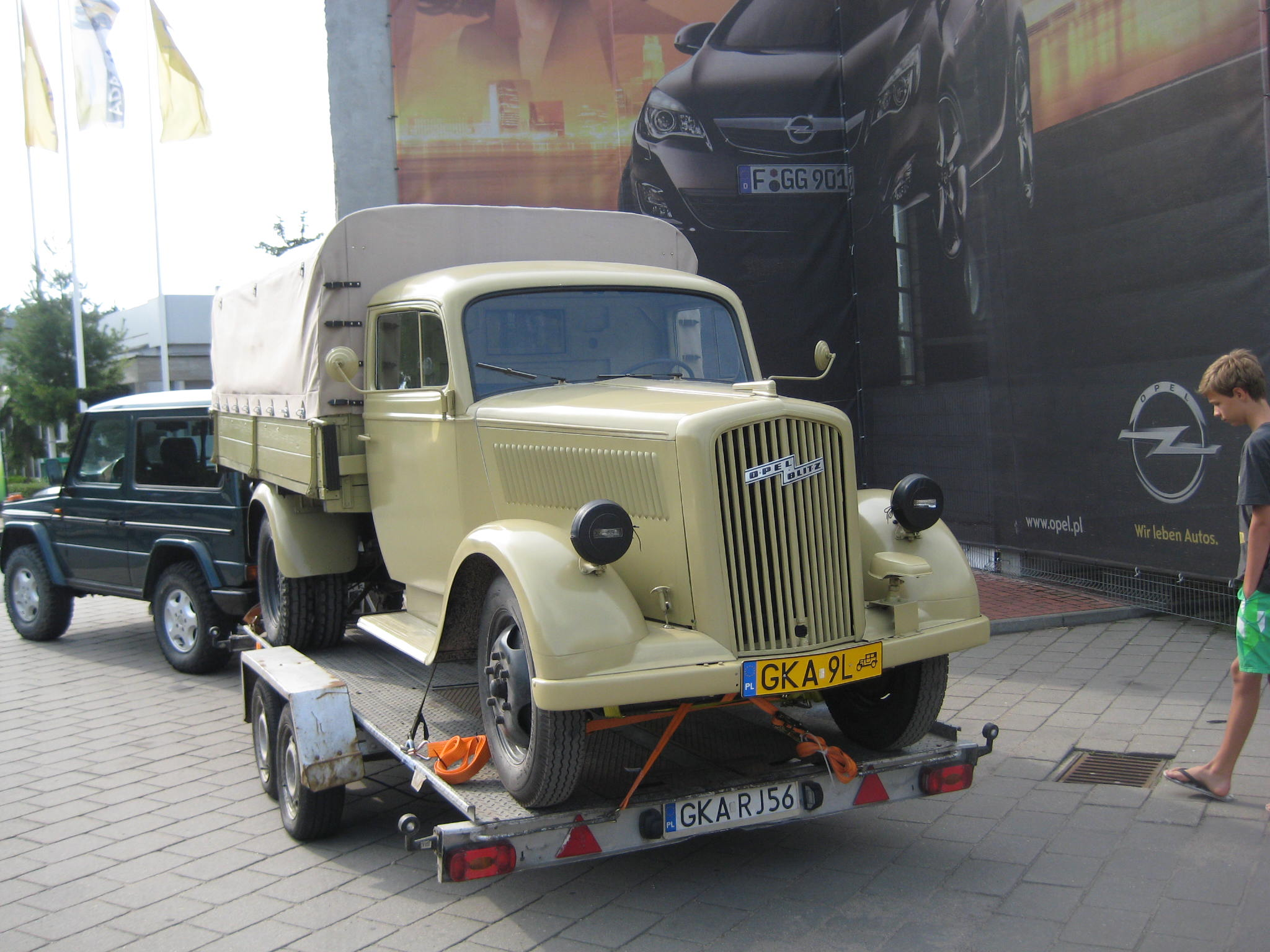
Opel Blitz (1932)

### Opel Blitz 3,6-36

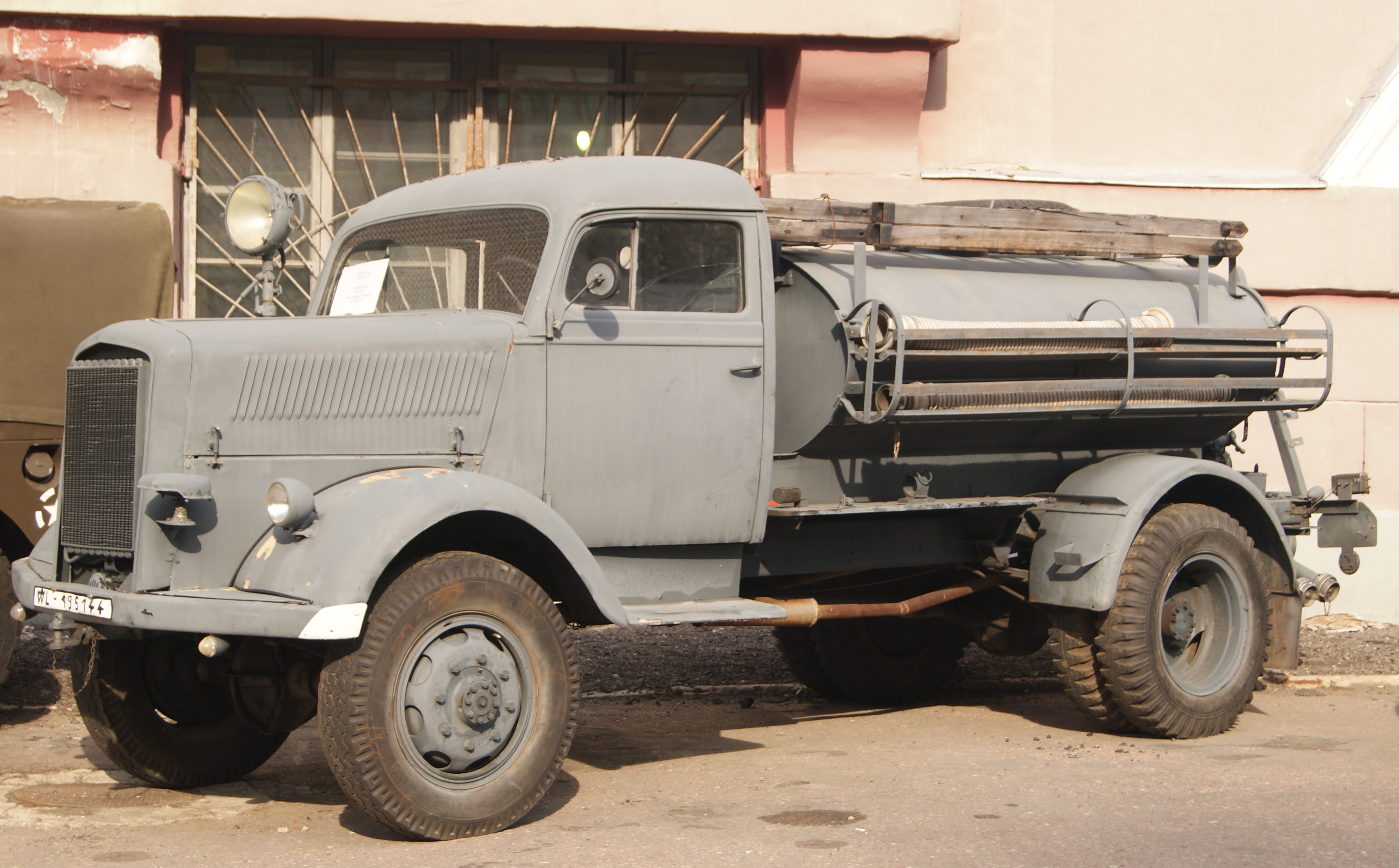
Opel Blitz 3.6-6700А

Виробництво цих автомобілів було розпочато в квітні 1937 року і тривало до 1944 року. Можливо, ця вантажівка стала наймасовішою в Німеччині. За роки виробництва промисловістю Третього рейху було виготовлено 82 356 вантажівок цієї моделі. У 1936 році Opel ввів ще одне нововведення для своєї вантажівки — привід на обидві осі. Ця модифікація Opel Blitz отримує індекс 3.6-6700А (буква А — від німецького слова Allrad, що позначає привід на всі колеса). Повнопривідний Blitz міг піднятися на гору з ухилом до 70 %. Привід на передню вісь здійснювався завдяки редуктора, який знаходився під керуванням водія в кабіні. Черговим інноваційним рішенням була реалізація гусеничного приводу — ця версія отримала назву Opel Blitz Maultier.
Opel Blitz випускався в двох варіантах:
- Opel Blitz 3.6-36
- Opel Blitz 3.6-36S (індекс «S» означає стандартне задньоприводне шасі)
- Opel Blitz 3.6-6700А (індекс «A» означає привід на всі колеса)

## 1952-1960рр.

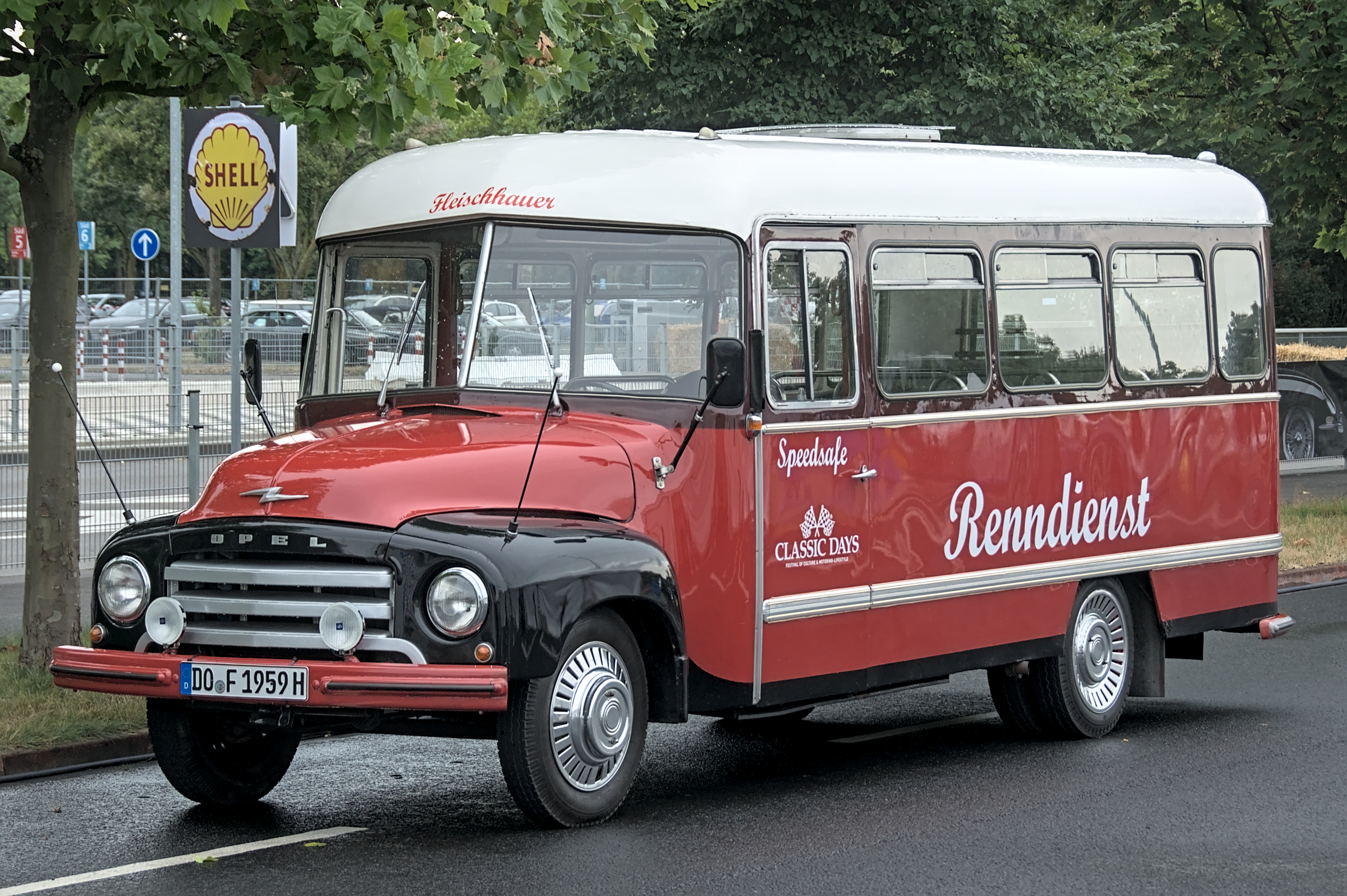

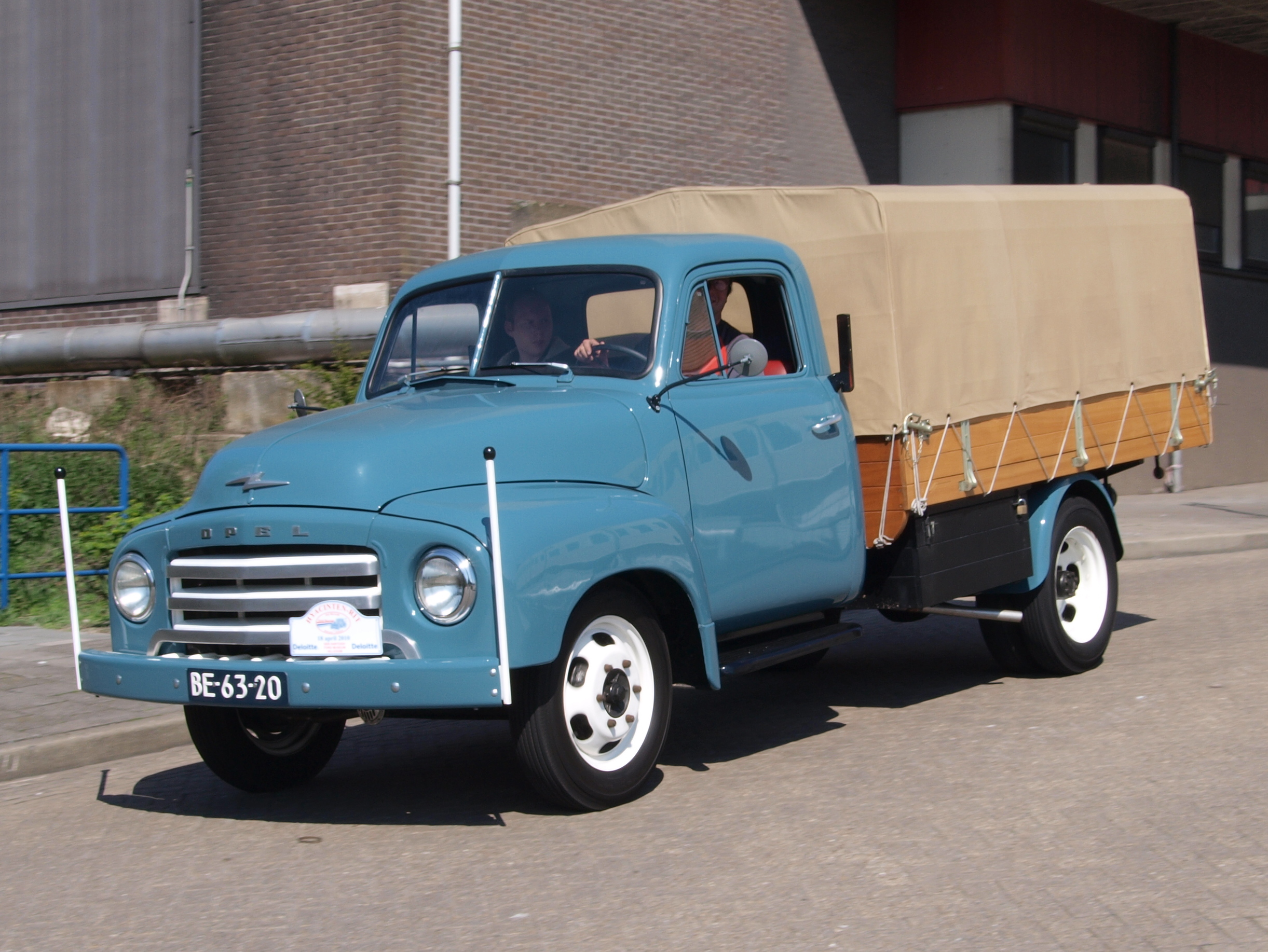
Opel Blitz (1952)

У 1952 році менший Opel Blitz, колишня 1,5-тонна вантажівка, отримав набагато сучаснішу кабіну водія. В основі дизайну лежали популярні в той час американські пікапи. У той же час були також легкі вантажівки схожої конструкції від Borgward (B 1500) і Hanomag (Hanomag L 28). Оновлений Opel Blitz був доступний у вигляді панельного фургона та бортового фургона. Нова модель спочатку була розрахована на вантажопідйомність 1,75 тонни (пізніше 2 тонни), але технічно базувалася майже без змін у порівнянні з попередницею; привід, як і раніше, забезпечувався виключно шестициліндровими бензиновими двигунами. Завдяки округлому дизайну автомобіль отримав в народі назву Weichblitz. Незважаючи на те, що конкуренція вже значно зростала – Daimler-Benz, зокрема, відібрав у Opel численних клієнтів із Mercedes-Benz L319, випущеним у 1955 році – Opel Blitz залишався лідером ринку легких вантажівок протягом 1950-х років. Поширеною сферою застосування були також автомобілі LF-8 для малих пожежних частин.

### Двигуни
- 2473 см³ І6 58 к.с. (43 кВт) при 3070 об/хв

## 1960-1965рр.

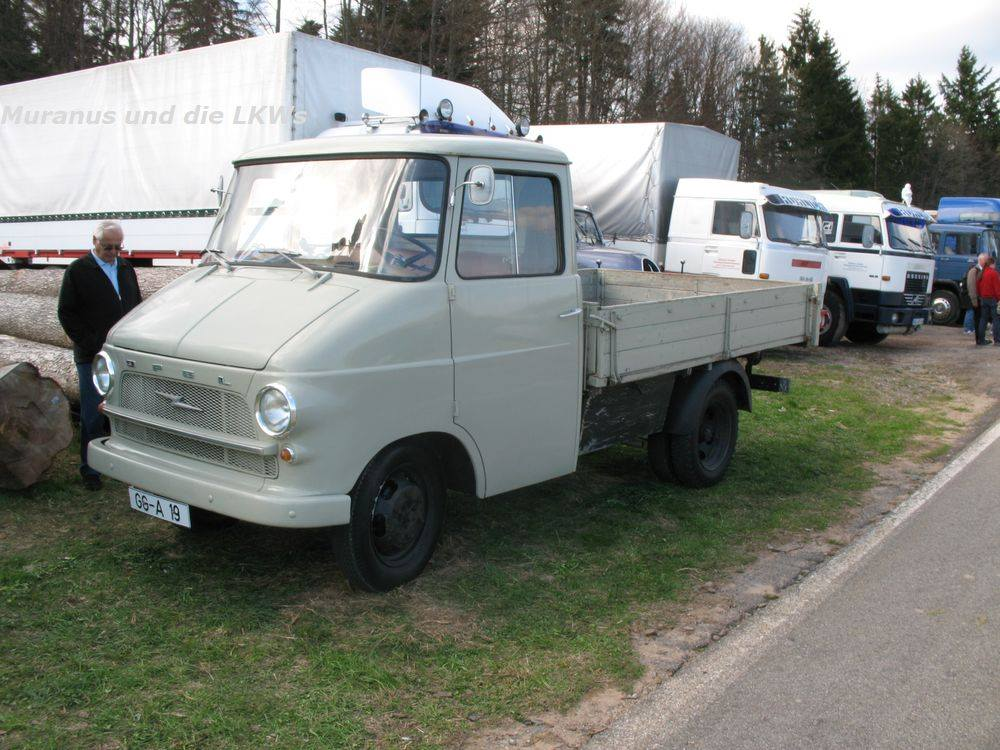
Opel Blitz (1960–1966)

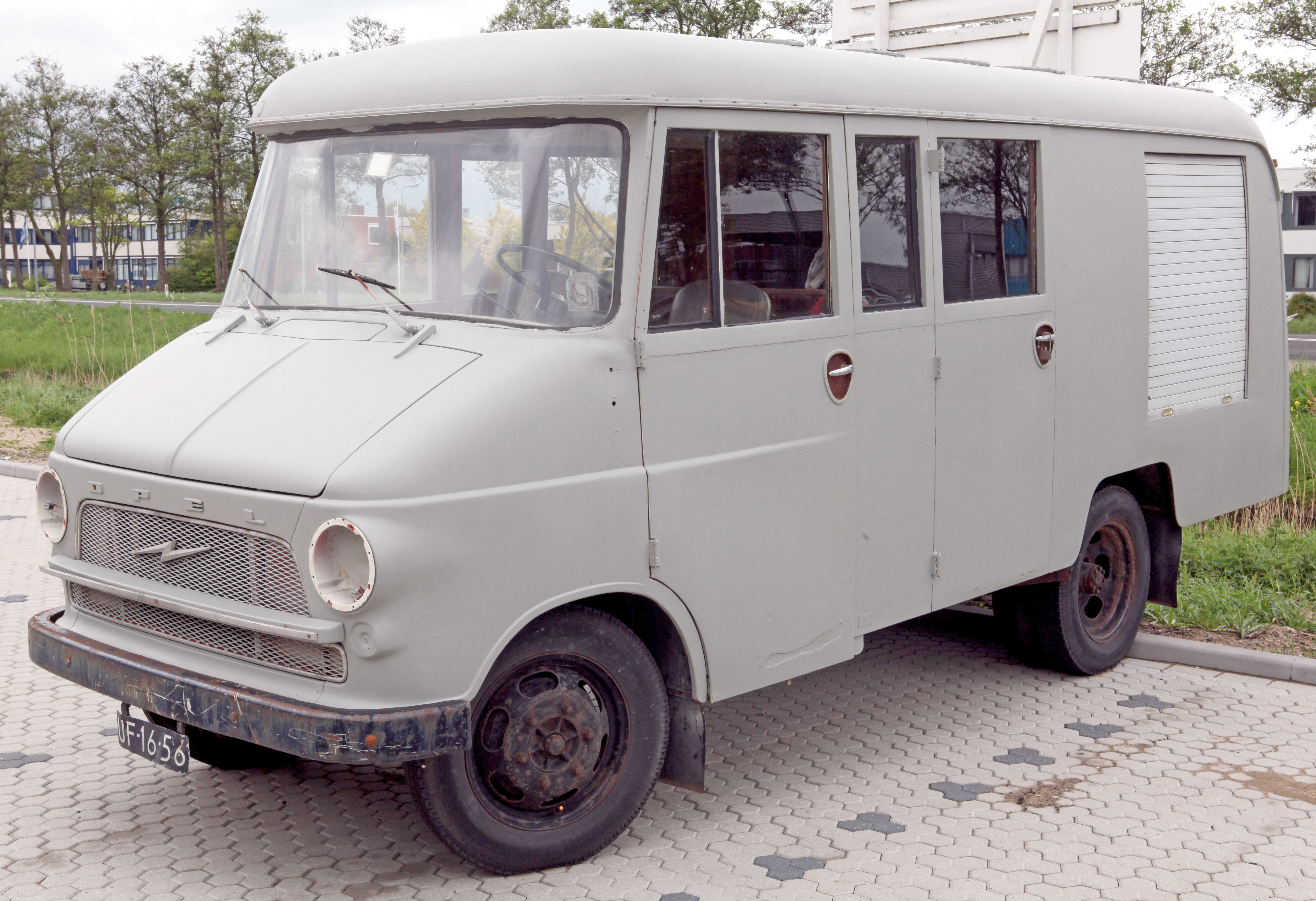
Opel Blitz F302

З 1960 року випускався й пропонувався вдосконалений Opel Blitz, який замінив стару модель і тепер був розрахований на вантажопідйомність 1,9 тонни. Капот став значно коротшим, в якості приводу як і раніше використовувалися бензинові двигуни з лінійки легкових автомобілів (Opel Kapitan), а дизельного мотора як і раніше не було. Ця обставина призвела до подальшої втрати Opel частки ринку, оскільки клієнти все частіше вимагали більш економічних дизельних двигунів і могли отримати їх від конкурентів.

### Двигуни
- 2,6 l І6 70 к.с.

## 1965-1975рр.

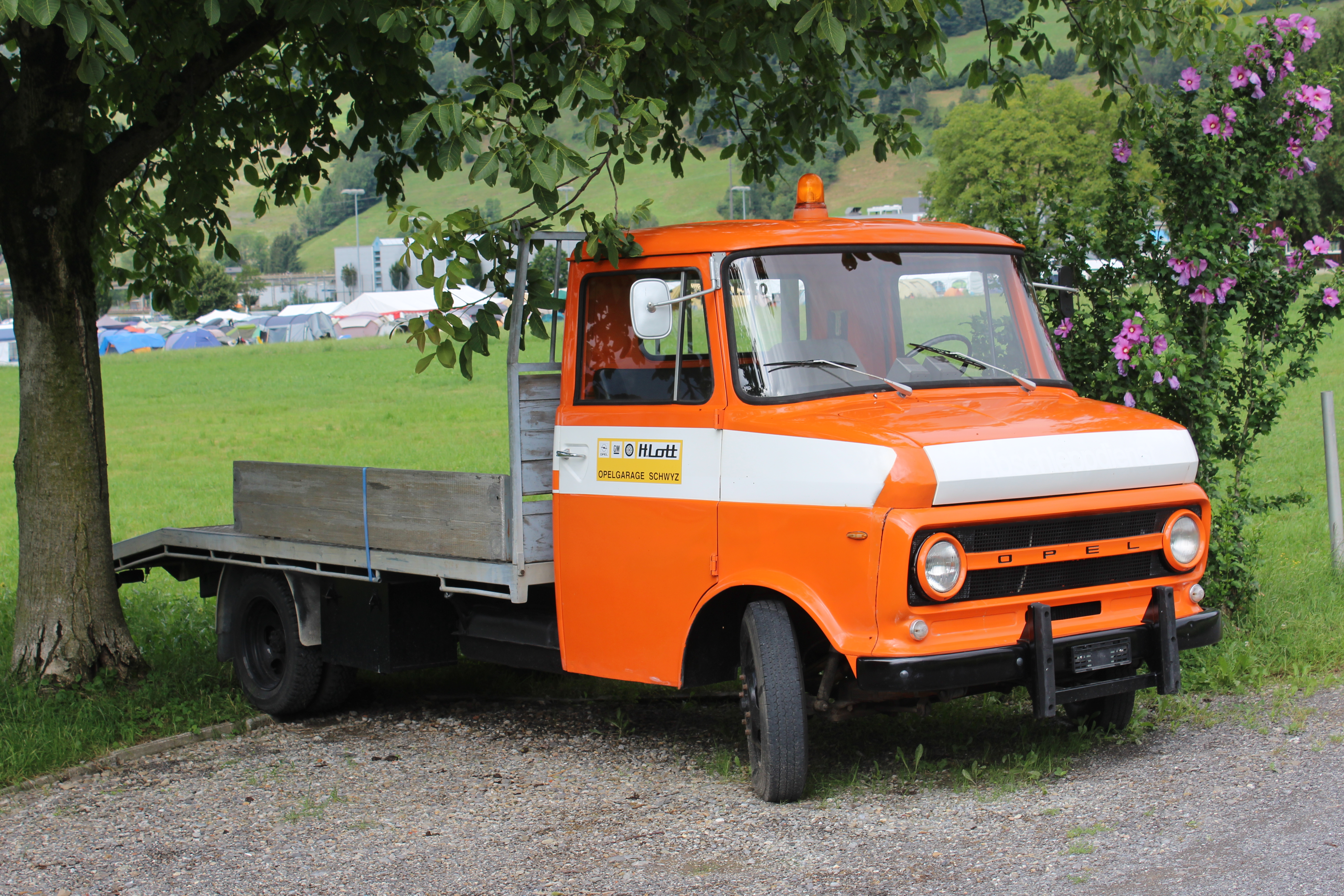
Opel Blitz (1965–1975)

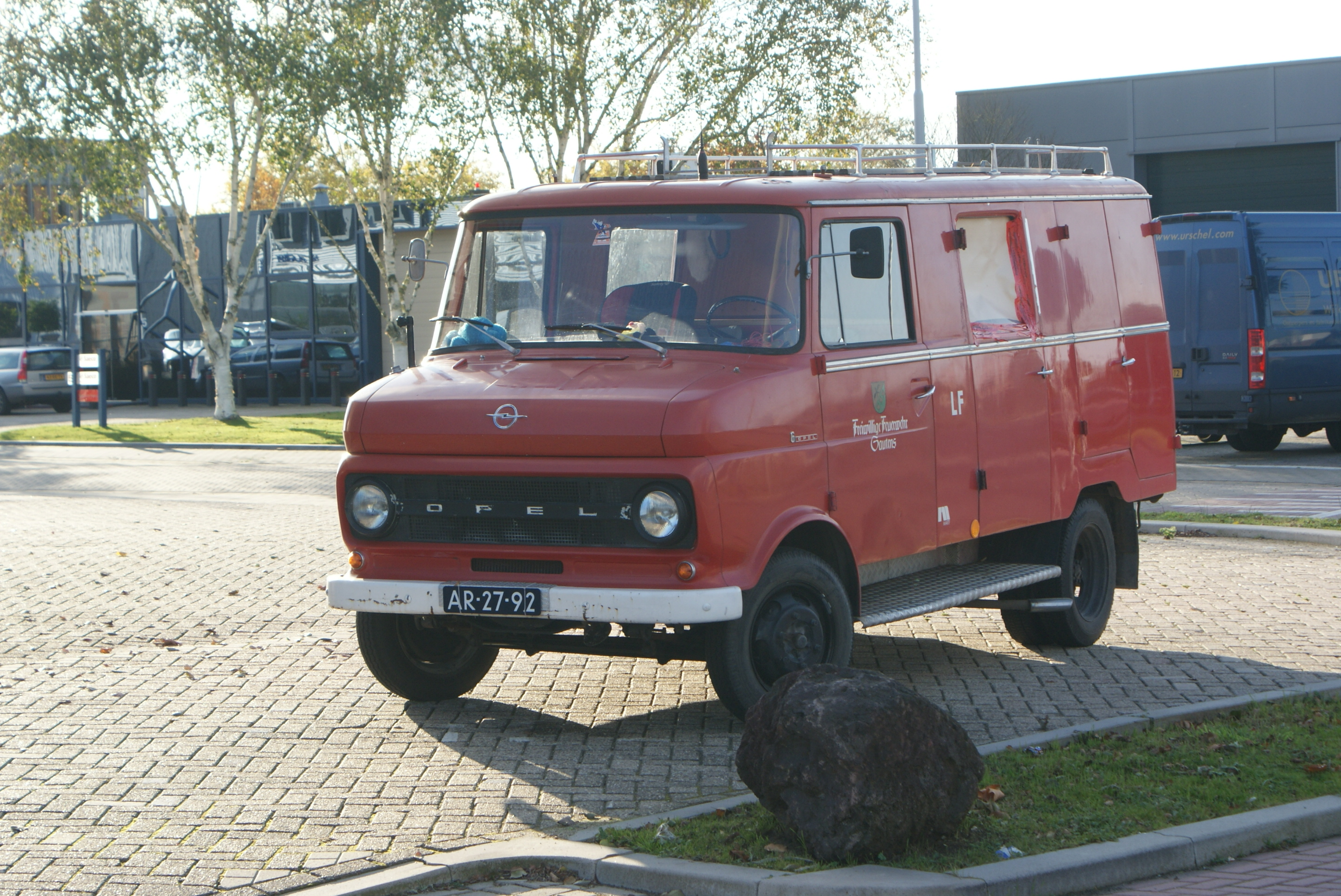

Останнє покоління Opel Blitz вийшло на ринок у 1965 році, це була ревізія попереднього варіанту, зокрема, в області штока. Крім того, встановлювалися тільки бензинові двигуни. Спочатку це був нещодавно розроблений чотирициліндровий двигун CIH, який був представлений на Opel Rekord B. Це була 1,9-літрова версія, потужність якої була зменшена до 70 к.с. для Blitz на користь кращої кривої крутного моменту. Використовувалась чотириступінчаста коробка передач. Шасі залишилося звичайної рамної конструкції з жорсткими осями та листовою підвіскою. У 1966 році був доданий шестициліндровий двигун потужністю 80 к.с.
Бажання клієнтів щодо дизельних автомобілів ігнорувалося до 1968 року, що призвело до подальшого падіння продажів. З 1968 року Blitz нарешті був доступний з дизельним двигуном; цей 2,1-літровий чотирициліндровий двигун походив із лінійки легкових автомобілів Peugeot. Це призвело до короткострокового покращення виробничих цифр, але зараз Blitz втратив занадто багато позицій. Виробник, чий бізнес з легковими автомобілями на той час розвивався добре, вирішив не розробляти наступника. Продажі продовжували падати на низькому рівні та повільно продовжували падати. Виробництво Blitz було припинено в 1975 році без наступної моделі.

### Двигуни
- 1,9 l І4 70 к.с.
- 2,6 l І6 80 к.с.
- 2,1 l І4 Peugeot Diesel 60 к.с.

## Подальший розвиток

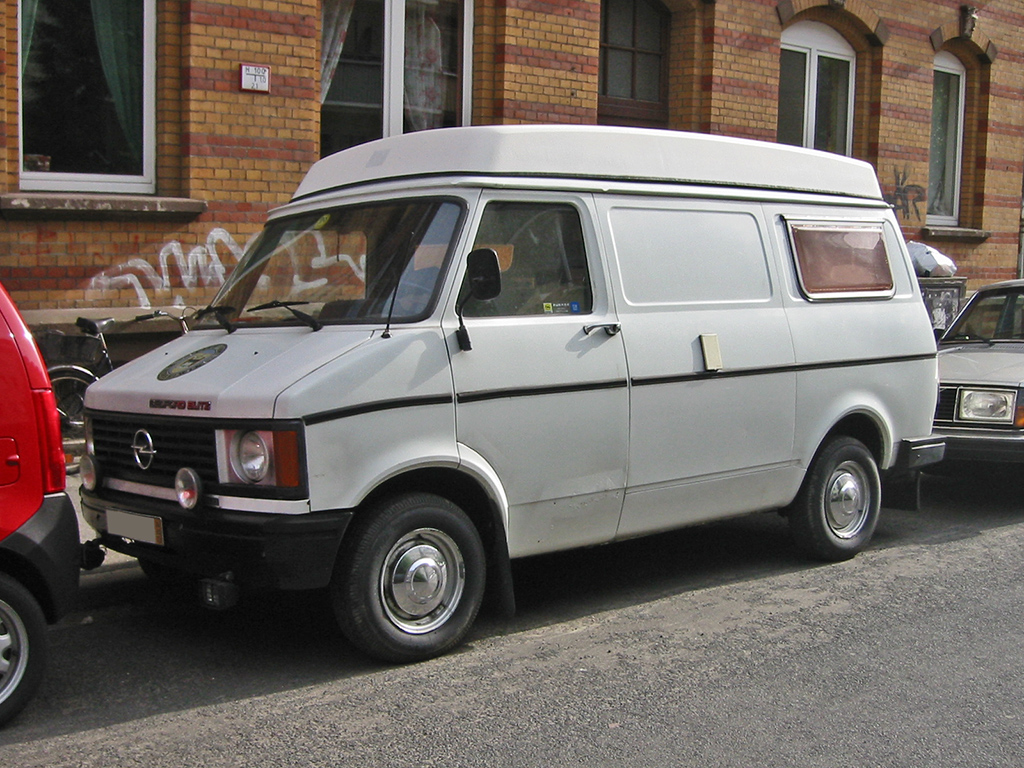
Bedford Blitz

Материнська компанія Opel, General Motors, на початку 1970-х років вирішила чіткіше розподілити відповідальність своїх європейських дочірніх брендів. На британський завод у Бедфорді було покладено відповідальність за комерційні автомобілі, а Opel відтоді мав виготовляти лише легкові автомобілі. З 1973 по 1987 рік невеликий фургон Bedford CF британського виробництва продавався в Німеччині під назвою Bedford Blitz, але його успіх залишався скромним, тому в кінці 1980-х цю серію також було припинено.
Лише в 1998 році з’явився новий маленький фургон: Opel Movano та Vauxhall Movano, виготовлені у Франції спільно з Renault.

## Класифікація ринку
Вантажівки Opel користувалися дуже хорошою репутацією з 1920-х років, яку новий Blitz швидко досяг. Серед численних конкурентів довоєнного періоду в якості прикладів слід згадати Mercedes типів L або LO 1500 і L або LO 2500, а також легкі комерційні автомобілі групи Borgward під назвою Hansa-Lloyd.
Конкурентами Opel Blitz у 1950-х і 1960-х роках в основному були
- вантажівки Ford Transit і Ford FK, останні до 1961 року
- Mercedes-Benz L319 і Mercedes-Benz T2
- відповідні моделі Hanomag або Hanomag-Henschel (Hanomag L 28; серії Kurier, Garant і Markant; Harburger Transporter; серія F)
- відповідні вантажівки Borgward, такі як B 611